# Henrique I van Kongo
Henrique I van Kongo, ook bekend als Henrique I Nerika a Mpudi was de Mwene Kongo van het Koninkrijk Kongo van 1567 tot 1568 en de laatste monarch uit de Lukeni-Kanda. Net als zijn voorganger, Bernardo I van Kongo, stierf Henrique tijdens een militaire campagne aan de grenzen van het koninkrijk. Hij werd gedood in de strijd tegen de BaTeke van het Koninkrijk Anziku.